# Пруссак, Александр Фёдорович
Александр Фёдорович Пруссак (1839 или 1840 — 20 февраля 1897, Санкт-Петербург) — российский врач-отоларинголог, заслуженный профессор военно-медицинской академии, специалист по ушным и внутренним болезням. Составил одно из первых научных описаний барабанной перепонки, также первым описал диапедез.
По окончании курса в медико-хирургической академии в 1862 году получил степень доктора медицины и был оставлен при этом учебном заведении для совершенствования в медицине. Под руководством профессора С. П. Боткина специально занялся изучением внутренних болезней. Через 3 года был послан за границу, где стажировался в Венском, Лейпцигском и Берлинском университетах, где учился у Адама Политцера, Соломона Стриккера и Карла Людвига. Там написал работу о проходе белых кровяных шариков через стенки сосудов, обратившую на него внимание тогдашнего врачебного мира.
Возвратившись в Россию, защитил диссертацию под заглавием «Об условиях исчезания в моче реакции азотной кислоты на жёлтый пигмент (к вопросу о желтухе)». Затем посвятил себя изучению ушных болезней, напечатал исследование: «К анатомии человеческой барабанной перепонки». В 1868 (или 1870) году, по прочтении в академии пробной лекции по ушным болезням, получил в качестве адъюнкт-профессора кафедру этих болезней. Кафедру эту он занимал 25 лет, работая, кроме того, в Покровской общине сестёр милосердия. В 1890 году стал ординарным профессором, в 1895 году вышел в отставку. Как отиатр Пруссак пользовался хорошей репутацией.
Из многих научных работ его авторства наиболее известны: «Кровоизлияние per diapedesin», «Об отношении болезней органов слуха к черепно-мозговым и обратно», «По поводу отверстий в барабанной перепонке». Некоторые свои работы написал на немецком языке.